# نفرحتپ یکم
نفرحُتپ یکم فرعونی در دودمان سیزدهم مصر باستان در نیمهٔ دوم سدهٔ هجدهم پیش از میلاد و از جمله نیرومندترین فرعون‌های این دوره بود. او بر پایه پاپیروس تورین ۱۱ سال فرمانروایی کرد. جانشین او برادرش سوبک‌حتپ سوم بود که گمان می‌رود قدرتمندترین فرعون دودمان سیزدهم بوده باشد.

## تبار
نفرحُتپ یکم از خانواده‌ای نظامی به قدرت رسید. پدربزرگ او نهی عنوان «افسر هنگ شهر» را داشت. نهی با زنی به نام سنب‌تیسی ازدواج کرد؛ زنی که اطلاعات چندانی درباره‌اش معلوم نیست جز آنکه لقب مرسوم «بانوی خانه» را داشته. تنها پسر آن‌ها حَعَنخِف بوده که در منابع با نام «پدر خدایگان» خوانده شده. حَعَنخِف و همسرش کِمی پدر و مادر نفرحُتپ یکم هستند.
خانواده نفرحُتپ یکم به احتمال زیاد از تِبِس بوده‌اند. برادر او، شاه سوبک‌حتپ چهارم در سنگ یادبودی که در دوران فرمانرواییش در معبد آمون در کارناک نصب شده بوده، عنوان می‌کند که در آنجا به دنیا آمده.

## آثار
مهم‌ترین اثر باستانی به جای مانده از نفرحُتپ یکم سنگ یادبودی بزرگ ولی بسیار تحلیل رفته است که تاریخ سال دوم فرمانروایی او را بر خود دارد و در ابیدوس پیدا شده. این سنگ از معدود متن‌های شاهانه به جا مانده از مصر باستان است که در آن فرمان‌های شاه برای ساخت تندیس‌هایش دیده می‌شوند.
سنگ‌نبشته‌های بسیاری نیز در آسوان وجود دارند که نام شاه بر آن‌ها نقش بسته. نام خانواده و درباریان او نیز در زیر نام شاه دیده می‌شوند. اطلاعات دربارهٔ خانواده نفرحُتپ یکم از روی همین سنگ‌نبشته‌ها به دست آمده‌اند.